# Elma Dienda

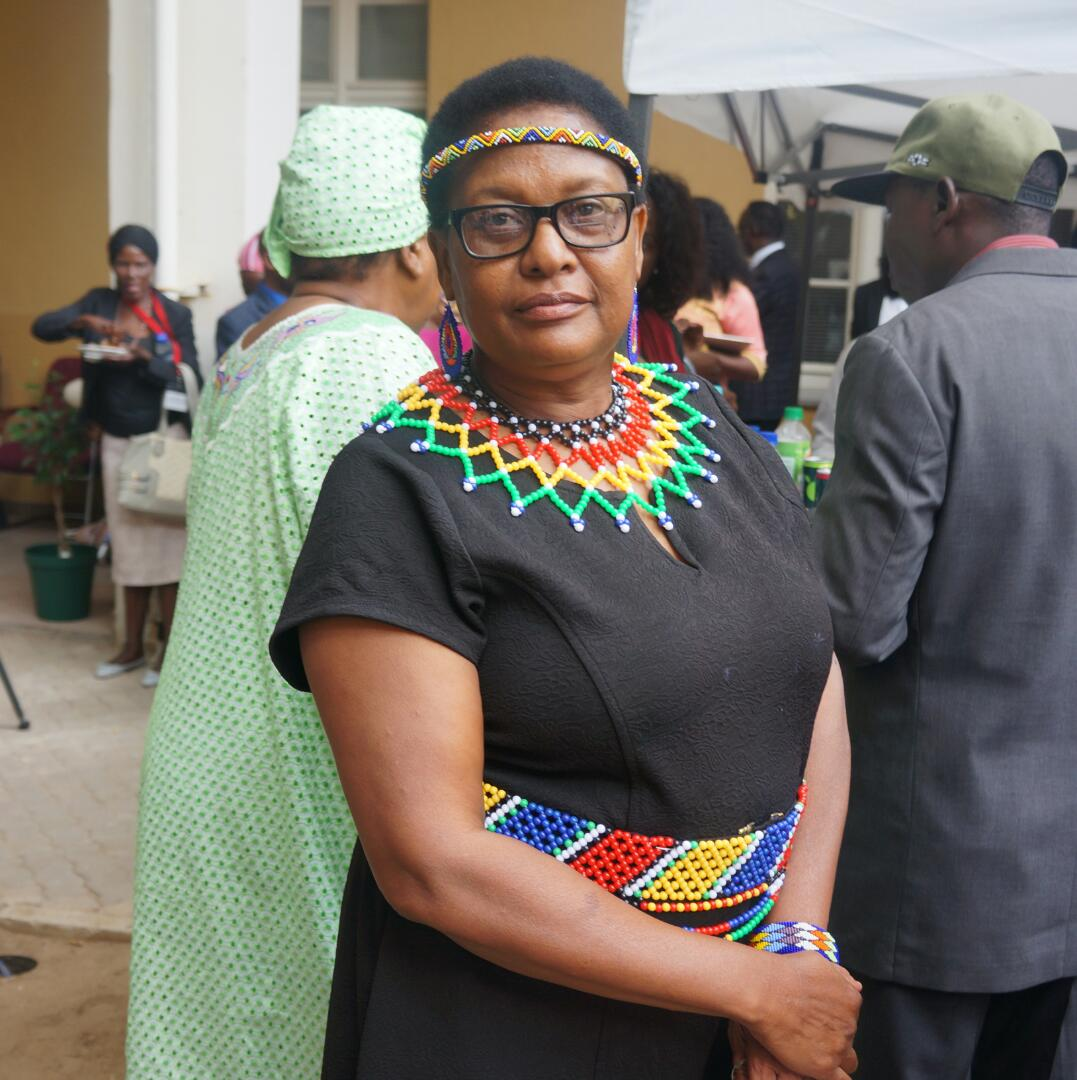
Dienda bei der Eröffnung des namibischen Parlaments 2019

Elma Jane Dienda (* 16. November 1964 in Upington, Nordkap, Südafrika) ist eine namibische Politikerin und Lehrerin. Sie war von 2004 bis 2009 für die Congress of Democrats (CoD) Mitglied der Nationalversammlung. Seit 2015 sitzt sie für die Popular Democratic Movement (PDM) im Parlament und ist Stellvertreterin des Chief Whip ihrer Partei.
Dienda ist südafrikanischer und malawischer Abstammung.

## Berufliche Laufbahn
Dienda ist Lehrerin von Beruf, erwarb ihr Diplom an der Windhoek College of Education und arbeitete an der „Eldorado High School“ in Windhoek-Khomasdal. Sie besitzt zudem ein Diplom als Rechtsanwaltsgehilfin vom Legal Assistance Centre. Sie erhielt eine Beraterausbildung der Catholic AIDS Action.

## Politische Laufbahn
Dienda trat dem CoD 1999 – im Jahr ihrer Gründung – bei. Von 2004 bis 2009 war sie für die CoD Mitglied der Nationalversammlung. Sie bekleidete auch das Amt als Parteisekretärin der Frauendemokraten. 2007 lehnte sie die Wahl von Ben Ulenga zum Parteipräsidenten ab. 2009 erhielt die Partei nicht ausreichend Stimmen für ihre Wiederwahl.
Dienda leitete 2008 eine Aktion in der Nationalversammlung, die die Verteilung von Kondomen an Gefängnisinsassen forderte, um die Verbreitung von HIV/AIDS zu verhindern. Dienda und andere Oppositionspolitiker wurden niedergeschrien, Utoni Nujoma und Petrus Iilonga lehnten die Idee lautstark ab. Mehrere SWAPO-Mitglieder bestritten, dass es jemals in Gefängnissen zu sexuellen Aktivitäten gekommen sei.
2013 trat Dienda der Popular Democratic Movement (PDM) bei. Seit 2015 ist sie für die PDM Mitglied der Nationalversammlung. Sie ist Stellvertreterin des Chief Whip ihrer Partei im Parlament.